# Edificio del banco McNab
El Edificio del banco McNab es un edificio histórico ubicado en Eufaula, Alabama, Estados Unidos. Fue construido en 1855 para John McNab, quien era un banquero de origen escocés. Ha sido incluido en el Registro Nacional de Lugares Históricos desde el 24 de junio de 1971.